# DC Super Hero Girls: Juegos Intergalácticos
DC Super Hero Girls: Juegos Intergalácticos es una película estadounidense de animación directa a vídeo de superhéroes basada en la franquicia DC Super Hero Girls, producida por Warner Bros. Animation.Es la segunda película de la franquicia DC Super Hero Girls.Fue lanzado digitalmente el 9 de mayo de 2017 y fue seguido por un lanzamiento en DVD el 23 de mayo.Las superheroínas Wonder Woman, Supergirl, Batgirl, Hiedra Venenosa, Harley Quinn, Bumblebee y Katana se enfrentan a la Academia Korugar en los Juegos Intergalácticos, pero el problema está en el aire cuando Lena Luthor aprovecha la reunión de los Supers para implementar su malvado plan.

## Sinopsis
Supergirl, Bumblebee y Batgirl están entusiasmadas con los Juegos Intergalácticos y ganar el campeonato de Super Hero High, pero son interrumpidas por una llamada de ayuda en la ciudad. Supergirl, Bumblebee y Batgirl investigan y encuentran humanos atacados por tres robots; dos hombres y una mujer llamada Platinum. Con la llegada de Starfire, el trío robótico le da a Batgirl una idea para magnetizarlos. En la Escuela Super Hero High, se revela que Platinum y sus compinches eran parte de un experimento para darle a las máquinas más emociones humanas y libre albedrío, para convertirlas también en superhéroes.

## Reparto
- Yvette Nicole Brown como la Directora Waller
- Greg Cipes como Beast Boy/Iron
- Romi Dames como Lena Luthor
- Jessica DiCicco como Star Sapphire / Lashina
- John DiMaggio como Embajador Bek
- Teala Dunn como Bumblebee / Artemiz
- Anais Fairweather como Supergirl
- Nika Futterman como Hawkgirl
- Grey Griffin como Wonder Woman / Platinum
- Julianne Grossman como Hippolyta / Mongal
- Tania Gunadi como Lady Shiva
- Josh Keaton como Flash / Steve Trevor
- Tom Kenny como Sinestro / Lobo
- Phil LaMarr como Doc Magnus
- Misty Lee como Big Barda / Mad Harriet
- Danica McKellar como Frost
- Khary Payton como Cyborg / Lead
- Stephanie Sheh como Katana / Bleez
- April Stewart como Abuela Bondad / Stompa
- Tara Strong como Harley Quinn / Hiedra Venenosa
- Fred Tatasciore como Brainiac / Kryptomites
- Anna Vocino como Oracle
- Hynden Walch como Starfire y Blackfire
- Mae Whitman como Barbara Gordon / Batgirl / Speed Queen
- Alexis G. Zall como Lois Lane